# Cytherura wachusettensis
Cytherura wachusettensis är en kräftdjursart som beskrevs av Brouwers 1994. Cytherura wachusettensis ingår i släktet Cytherura och familjen Cytheruridae. Inga underarter finns listade i Catalogue of Life.